# Shane Long
Shane Patrick Long, né le 22 janvier 1987 à Gortnahoe (en) en Irlande, est un footballeur international irlandais qui évolue au poste d'attaquant.
Le 23 avril 2019, il inscrit le but le plus rapide de l'histoire de la Premier League.

## Biographie

### En club
Long commence sa carrière à Saint Kevin en 1994 avant de rejoindre St. Michael's (en) en 2002.
Shane Long s'engage avec Cork City en 2004. Il est intégré à l'effectif professionnel l'année suivante et prend part à deux rencontres.
En juin 2005, Long signe en faveur de Reading. Il marque 54 buts en 203 matchs toutes compétitions confondues avant de rejoindre West Bromwich Albion en 2011.
Après 87 rencontres disputées (22 buts) avec les Baggies, l'attaquant irlandais signe en faveur de Hull City en janvier 2014. Il ne reste que six mois chez les Tigers avec qui il dispute 17 matchs (4 buts).

### Southampton
Le 14 août 2014, Long s'engage pour quatre saisons avec Southampton. Le 30 juillet 2015 il marque un but dans son premier match européen avec les Saints lors d'un match contre le Vitesse Arnhem (victoire 3-0).
Le 23 avril 2019, il bat le record du but le plus rapide de l'histoire de la Premier League, en marquant après seulement 7 secondes et 69 centièmes face à Watford (match nul 1-1). Il bat alors le record de Ledley King avec Tottenham (9 secondes et 90 centièmes lors du match nul 3-3 face à Bradford), réalisé en décembre 2000.
Le 13 juillet 2022, il rejoint  Reading.

### En sélection
Le 7 février 2007, il honore sa première sélection avec l'équipe d'Irlande face à Saint-Marin (victoire 2-1).

## Statistiques
| Saison                | Club                  | Championnat           | Championnat | Championnat | Coupe nationale | Coupe nationale | Coupe de la Ligue | Coupe de la Ligue | Supercoupe | Supercoupe | Compétition(s) continentale(s) | Compétition(s) continentale(s) | Compétition(s) continentale(s) | République d'Irlande | République d'Irlande | Total | Total |
| Saison                | Club                  | Division              | M.          | B.          | M.              | B.              | M.                | B.                | M.         | B.         | Comp.                          | M.                             | B.                             | M.                   | B.                   | M.    | B.    |
| 2005                  | Cork City             | Premier Division      | 1           | 0           | -               | -               | -                 | -                 | -          | -          | -                              | -                              | -                              | -                    | -                    | 1     | 0     |
| Sous-total            | Sous-total            | Sous-total            | 1           | 0           | -               | -               | -                 | -                 | -          | -          | -                              | -                              | -                              | -                    | -                    | 1     | 0     |
| 2005-2006             | Reading FC            | Championship          | 11          | 3           | 4               | 1               | -                 | -                 | -          | -          | -                              | -                              | -                              | -                    | -                    | 15    | 4     |
| 2006-2007             | Reading FC            | Premier League        | 21          | 2           | 1               | 1               | 2                 | 1                 | -          | -          | -                              | -                              | -                              | 4                    | 1                    | 28    | 5     |
| 2007-2008             | Reading FC            | Championship          | 29          | 3           | 2               | 0               | 1                 | 0                 | -          | -          | -                              | -                              | -                              | 4                    | 2                    | 36    | 5     |
| 2008-2009             | Reading FC            | Championship          | 37          | 9           | 1               | 0               | 3                 | 0                 | -          | -          | -                              | -                              | -                              | 2                    | 0                    | 43    | 9     |
| 2009-2010             | Reading FC            | Championship          | 31          | 6           | 5               | 3               | -                 | -                 | -          | -          | -                              | -                              | -                              | 3                    | 0                    | 39    | 9     |
| 2010-2011             | Reading FC            | Championship          | 44          | 21          | 4               | 2               | 1                 | 0                 | -          | -          | -                              | -                              | -                              | 8                    | 3                    | 57    | 26    |
| 2011-2012             | Reading FC            | Championship          | 1           | 0           | -               | -               | -                 | -                 | -          | -          | -                              | -                              | -                              | -                    | -                    | 1     | 0     |
| Sous-total            | Sous-total            | Sous-total            | 174         | 44          | 17              | 7               | 7                 | 1                 | -          | -          | -                              | -                              | -                              | 21                   | 6                    | 219   | 58    |
| 2011-2012             | West Bromwich Albion  | Premier League        | 32          | 8           | 1               | 0               | -                 | -                 | -          | -          | -                              | -                              | -                              | 3                    | 0                    | 36    | 8     |
| 2012-2013             | West Bromwich Albion  | Premier League        | 34          | 8           | 1               | 1               | 2                 | 2                 | -          | -          | -                              | -                              | -                              | -                    | -                    | 37    | 11    |
| 2013-2014             | West Bromwich Albion  | Premier League        | 15          | 3           | 1               | 0               | 1                 | 0                 | -          | -          | -                              | -                              | -                              | 10                   | 2                    | 27    | 5     |
| Sous-total            | Sous-total            | Sous-total            | 81          | 19          | 3               | 1               | 3                 | 2                 | -          | -          | -                              | -                              | -                              | 13                   | 2                    | 100   | 24    |
| 2013-2014             | Hull City             | Premier League        | 15          | 4           | -               | -               | -                 | -                 | -          | -          | -                              | -                              | -                              | 9                    | 1                    | 24    | 5     |
| 2014-2015             | Hull City             | Premier League        | 15          | 4           | -               | -               | -                 | -                 | -          | -          | C3                             | 2                              | 0                              | -                    | -                    | 17    | 4     |
| Sous-total            | Sous-total            | Sous-total            | 15          | 4           | -               | -               | -                 | -                 | -          | -          | -                              | -                              | -                              | 9                    | 1                    | 24    | 5     |
| 2014-2015             | Southampton FC        | Premier League        | 22          | 2           | 3               | 1               | 3                 | 1                 | -          | -          | -                              | -                              | -                              | 7                    | 1                    | 35    | 5     |
| Sous-total            | Sous-total            | Sous-total            | 22          | 2           | 3               | 1               | 3                 | 1                 | -          | -          | -                              | -                              | -                              | 7                    | 1                    | 35    | 5     |
| Total sur la carrière | Total sur la carrière | Total sur la carrière | 282         | 69          | 23              | 9               | 13                | 4                 | -          | -          | -                              | 2                              | 0                              | 54                   | 12                   | 374   | 94    |

## Palmarès

### En club
Long est finaliste de la Coupe de la Ligue anglaise en 2017.